# Gohbach
Der Gohbach ist ein 24,34 km langer rechter Nebenfluss der Aller in Niedersachsen.

## Geographie

### Verlauf
Der Gohbach entspringt im Landkreis Rotenburg (Wümme) auf dem Stadtgebiet von Visselhövede in der Nähe des Ortsteils Dreeßel.
Von dort führt ihn sein Lauf in südwestlicher Richtung durch das Gebiet der Gemeinde Kirchlinteln im Landkreis Verden und auf das Verdener Stadtgebiet, wo er im Ortsteil Eitze in die Aller mündet.